# Norio Omura
Norio Omura (Shimane, 6. rujna 1969.) japanski je nogometaš.

## Klupska karijera
Igrao je za: Yokohama F. Marinos, Vegalta Sendai, Sanfrecce Hiroshima, Yokohama FC i Gainare Tottori.

## Reprezentativna karijera
Za japansku reprezentaciju igrao je od 1995. do 1998. godine. Odigrao je 30 utakmice postigavši 4 pogodaka.
S japanskom reprezentacijom Norio Omura igrao je na jednom svjetskom prvenstvu (1998.).

## Statistika
| Japan  | Japan | Japan |
| Godina | Nas.  | Gol.  |
| ------ | ----- | ----- |
| 1995.  | 4     | 0     |
| 1996.  | 12    | 2     |
| 1997.  | 10    | 2     |
| 1998.  | 4     | 0     |
| Ukupno | 30    | 4     |

## Vanjske poveznice
- National Football Teams
- Japan National Football Team Database